# Типольд, Петер
Пе́тер Ти́польд (нем. Peter Tiepold; 15 ноября 1945, Берлин) — немецкий боксёр средних весовых категорий, выступал за сборную ГДР во второй половине 1960-х — первой половине 1970-х годов. Бронзовый призёр летних Олимпийских игр в Мюнхене, дважды бронзовый призёр чемпионата Европы, победитель многих международных турниров и национальных первенств. Также известен как тренер по боксу.

## Биография
Петер Типольд родился 15 ноября 1945 года в Берлине. Активно заниматься боксом начал в раннем детстве, проходил подготовку в берлинском спортивном обществе «Динамо». Первого серьёзного успеха на ринге добился в 1966 году, когда в полусреднем весе выиграл чемпионат ГДР по боксу (впоследствии в разных весовых категориях повторил это достижение ещё шесть раз). Год спустя съездил на чемпионат Европы в Рим, откуда привёз медаль бронзового достоинства — в полуфинале проиграл советскому боксёру Валерию Фролову. Благодаря череде удачных выступлений удостоился права защищать честь страны на летних Олимпийских играх 1968 года в Мехико, дошёл здесь до четвертьфиналов, после чего со счётом 2:3 уступил поляку Ежи Кулею.
В 1969 году Типольд боксировал на европейском первенстве в Бухаресте, но неудачно, вылетел из борьбы за медали уже на ранних стадиях турнира. В последующих сезонах участвовал в матчевых встречах с другими сборными, побеждал на крупных международных турнирах. В 1970 году поднялся в первую среднюю весовую категорию, в 1971-м — в среднюю. Прошёл квалификацию на Олимпиаду 1972 года в Мюнхен, добрался здесь до полуфинала, проиграв 1:4 поляку Веславу Рудковскому.
Получив бронзовую олимпийскую медаль, Петер Типольд ещё довольно долго продолжал выходить на ринг в составе национальной сборной, принимая участие в важнейших турнирах мира. Так, в 1973 году он был на чемпионате Европы в Белграде, где завоевал очередную бронзовую награду (в полуфинале не смог переиграть представителя СССР Анатолия Климанова — матч закончился со счётом 0:5). Через год представлял страну на впервые организованном мировом первенстве в Гаване, не попал на подиум этих соревнований, уступив титулованному кубинцу Роландо Гарбею, который в итоге и стал чемпионом. В 1974 году Типольд принял решение завершить карьеру спортсмена и перешёл на тренерскую работу. Будучи детским тренером, подготовил многих талантливых боксёров, с 2008 года на пенсии.